# Yong Hye-in
En aquest nom coreà, el cognom és Yong.
Yong Hye-in (en coreà: 용혜인; Bucheon, 12 d'abril de 1990) és una política i activista sud-coreana. És actualment la líder del Partit de Renda Bàsica que es va crear el 19 de gener de 2020. Va tenir un rol important a les manifestacions que van sacsejar la societat sud-coreana arran de l'enfonsament de l'MV Sewol el 2014.
La seva popularitat cresqué el 5 de juny del 2021 quan Yong tornà al Parlament fent-hi feina amb el seu nadó que tenia aleshores 59 dies quan generalment no s'accepten els nens a l'edifici.